# François Biltgen
François Biltgen, né le 28 septembre 1958 à Esch-sur-Alzette (Luxembourg), est un avocat, juge et homme politique luxembourgeois, membre du Parti populaire chrétien-social (CSV), dont il est le président de 2003 à 2009.

## Biographie
François Biltgen démarre ses études de droit au Luxembourg. Il est titulaire d'une maîtrise de droit (1981) et d'un DEA (1982) de droit communautaire de l'université Paris II, et d'un diplôme de sciences politiques à l’Institut d'études politiques de Paris,.
De 1987 à 1999, François Biltgen est avocat au barreau du Luxembourg. Il est conseiller communal d'Esch-sur-Alzette de 1987 à 1997, puis échvin de la même commune de 1997 à 1999. Il fait partie de la chambre des députés de 1994 à 1999.
À la suite des élections législatives du 13 juin 1999, François Biltgen fait son entrée au gouvernement comme ministre délégué aux Communications, ministre du Travail et de l'Emploi, ministre des Cultes et ministre aux Relations avec le Parlement. Au cours de la législature suivante, il perd sa fonction de ministre délégué aux Communications et obtient le portefeuille de l'Enseignement supérieur et de la Recherche tout en conservant ses autres portefeuilles.
À la suite des élections législatives du 23 septembre 2009, François Biltgen fait son entrée au gouvernement comme ministre de la Justice, ministre de Fonction publique et des Réformes administratives, ministre de l'Enseignement supérieur et de la Recherche, ministre des Communications et des Médias et ministre de la Religion.
Le 7 octobre 2013, après avoir démissionné, de ses fonctions gouvernementales quelques mois auparavant, il est nommé juge à la Cour de justice de l'Union européenne. En 2015, son mandat est renouvelé pour 6 ans.

## Décorations
- Commandeur de l'ordre de Mérite du grand-duché de Luxembourg (promotion 2000)
- Grand-croix de l'ordre de l'Infant Dom Henri